# Liderzy Socjalistycznej Republiki Słowenii

## Przewodniczący Komunistycznej Partii Słowenii (od 1952 Związku Komunistów Słowenii)
| # | Premier                             | Portret | Kadencja             | Kadencja             |
| # | Premier                             | Portret | Od                   | Do                   |
| - | ----------------------------------- | ------- | -------------------- | -------------------- |
| 1 | France Leskošek (1897-1983)         |         | 18 kwietnia 1937     | grudzień 1945        |
| 2 | Boris Kidrič (1912–1953)            |         | grudzień 1945        | czerwiec 1946        |
| 3 | Miha Marinko (1900-1983)            |         | czerwiec 1946        | 17 października 1966 |
| 4 | Albert Jakopič-Kajtimir (1914-1996) |         | 17 października 1966 | 11 grudnia 1968      |
| 5 | France Popit (1921-2013)            |         | 11 grudnia 1968      | 30 lipca 1982        |
| 6 | Andrej Marinc (ur. 1930)            |         | 30 lipca 1982        | 19 kwietnia 1986     |
| 7 | Milan Kučan (ur. 1941)              |         | 19 kwietnia 1986     | 23 grudnia 1989      |
| 8 | Ciril Ribičič (ur. 1947)            |         | 23 grudnia 1989      | 27 października 1990 |

## Głowa państwa
| Osoba                                                                    | Osoba                       | Osoba   | Kadencja            | Kadencja         | Partia polityczna                                                              |
| #                                                                        | Imię i Nazwisko             | Portret | Od                  | Do               | Partia polityczna                                                              |
| ------------------------------------------------------------------------ | --------------------------- | ------- | ------------------- | ---------------- | ------------------------------------------------------------------------------ |
| Przewodniczący Frontu Wyzwolenia Ludu Słoweńskiego (1943–1944)           |                             |         |                     |                  |                                                                                |
|                                                                          | Josip Vidmar (1895–1992)    |         | 3 października 1943 | 19 lutego 1944   | Komunistyczna Partia Słowenii                                                  |
| Przewodniczący Słoweńskiej Rady Wyzwolenia Narodowego (SNOS) (1944–1945) |                             |         |                     |                  |                                                                                |
|                                                                          | Josip Vidmar (1895–1992)    |         | 19 lutego 1944      | 1945             | Komunistyczna Partia Słowenii                                                  |
| Przewodniczący Prezydium Ludowego Zgromadzenia (1946)                    |                             |         |                     |                  |                                                                                |
|                                                                          | Josip Vidmar (1895–1992)    |         | 1945                | marzec 1953      | Komunistyczna Partia Słowenii (do 1952), Związek Komunistów Słowenii (od 1953) |
| Przewodniczący Zgromadzenia Ludowego (1953–1974)                         |                             |         |                     |                  |                                                                                |
|                                                                          | Miha Marinko (1900–1983)    |         | 16 grudnia 1953     | 9 czerwca 1962   | Związek Komunistów Słowenii                                                    |
|                                                                          | Vida Tomšič (1913–1998)     |         | 9 czerwca 1962      | 25 czerwca 1963  | Związek Komunistów Słowenii                                                    |
|                                                                          | Ivan Maček (1908–1993)      |         | 25 czerwca 1963     | 29 kwietnia 1965 | Związek Komunistów Słowenii                                                    |
|                                                                          | Janko Rudolf (1914–1997)    |         | 29 kwietnia 1965    | 9 maja 1967      | Związek Komunistów Słowenii                                                    |
|                                                                          | Sergej Kraigher (1914–2001) |         | 9 maja 1967         | 9 maja 1974      | Związek Komunistów Słowenii                                                    |
| Przewodniczący Prezydium Socjalistycznej Republiki Słowenii (1974–1991)  |                             |         |                     |                  |                                                                                |
|                                                                          | Sergej Kraigher (1914–2001) |         | 9 maja 1974         | 23 maja 1979     | Związek Komunistów Słowenii                                                    |
|                                                                          | Viktor Avbelj (1914–1993)   |         | 23 maja 1979        | 7 maja 1982      | Związek Komunistów Słowenii                                                    |
|                                                                          | France Popit (1921–2013)    |         | 7 maja 1982         | 6 maja 1988      | Związek Komunistów Słowenii                                                    |
|                                                                          | Janez Stanovnik (1922–2020) |         | 6 maja 1988         | 10 maja 1990     | Związek Komunistów Słowenii (do 1990) Partia Demokratycznego Odnowienia (1990) |
|                                                                          | Milan Kučan (1941–)         |         | 10 maja 1990        | 23 grudnia 1991  | Bezpartyjny                                                                    |

## Szefowie rządu
| Premierzy (1945–1953)                       |                             |  |                   |                   |                                                                                |
| 1                                           | Boris Kidrič (1912–1953)    |  | 5 maja 1945       | 17 czerwca 1946   | Komunistyczna Partia Słowenii                                                  |
| 2                                           | Miha Marinko (1900–1983)    |  | 17 czerwca 1946   | 30 stycznia 1953  | Komunistyczna Partia Słowenii (do 1952), Związek Komunistów Słowenii (od 1952) |
| Przewodniczący Rady Wykonawczej (1953–1990) |                             |  |                   |                   |                                                                                |
| 3                                           | Miha Marinko (1900–1983)    |  | 30 stycznia 1953  | 15 grudnia 1953   | Związek Komunistów Słowenii                                                    |
| 4                                           | Boris Kraigher (1914–1967)  |  | 15 grudnia 1953   | 9 czerwca 1962    | Związek Komunistów Słowenii                                                    |
| 5                                           | Viktor Avbelj (1914–1993)   |  | 9 czerwca 1962    | 29 kwietnia 1965  | Związek Komunistów Słowenii                                                    |
| 6                                           | Janko Smole (1921–2010)     |  | 29 kwietnia 1965  | 9 maja 1967       | Związek Komunistów Słowenii                                                    |
| 7                                           | Stane Kavčič (1919–1987)    |  | 9 maja 1967       | 27 listopada 1972 | Związek Komunistów Słowenii                                                    |
| 8                                           | Andrej Marinc (1930– )      |  | 27 listopada 1972 | 12 kwietnia 1978  | Związek Komunistów Słowenii                                                    |
| 9                                           | Anton Vratuša (1915–2017)   |  | 12 kwietnia 1978  | lipiec 1980       | Związek Komunistów Słowenii                                                    |
| 10                                          | Janez Zemljarič (1928–2022) |  | lipiec 1980       | 23 maja 1984      | Związek Komunistów Słowenii                                                    |
| 11                                          | Dušan Šinigoj (1933–2024)   |  | 23 maja 1984      | 8 marca 1990      | Związek Komunistów Słowenii                                                    |
| Premierzy                                   |                             |  |                   |                   |                                                                                |
| (11)                                        | Dušan Šinigoj (1933–2024)   |  | 8 marca 1990      | 16 maja 1990      | SD                                                                             |
| 12                                          | Lojze Peterle (1948– )      |  | 16 maja 1990      | 25 czerwca 1991   | SKD                                                                            |